# Матриця невідповідностей
| позитивний стан (П) число справжніх позитивних випадків у даних негативний стан (Н) число справжніх негативних випадків у даних істинно позитивний (ІП) рівнозначно із влучанням істинно негативний (ІН) рівнозначно із правильним відхиленням хибно позитивний (ХП) рівнозначно з хибною тривогою, помилка I роду хибно негативний (ХН) рівнозначно з пропусканням, помилка II роду чутливість, діагностична чутливість (ДЧ), повнота, коефіцієнт влучання, або істиннопозитивний рівень (ІПР) ІПР = ІП/П = ІП/ІП + ХН = 1 - ІНР діагностична специфічність (ДС), вибірність або істиннонегативний рівень (ІНР) ІНР = ІН/Н = ІН/ІН + ХП = 1 - ХПР влучність або прогностична значущість позитивного результату (ПЗ+) ПЗ+ = ІП/ІП + ХП = 1 - РХВ прогностична значущість негативного результату (ПЗ-) ПЗ- = ІН/ІН + ХН = 1 - РХП коефіцієнт невлучання, або хибнонегативний рівень (ХНР) ХНР = ХН/П = ХН/ХН + ІП = 1 - ІПР побічний продукт, або хибнопозитивний рівень (ХПР) ХПР = ХП/Н = ХП/ХП + ІН = 1 - ІНР рівень хибного виявляння (РХВ) РХВ = ХП/ХП + ІП = 1 - ПЗ+ рівень хибного пропускання (РХП) РХП = ХН/ХН + ІН = 1 - ПЗ- поріг поширеності (ПП) ПП = √ІПР (-ІНР + 1) + ІНР - 1/(ІПР + ІНР - 1) міра загрози (МЗ) або критичний індекс успіху (КІУ) МЗ = ІП/ІП + ХН + ХП точність, діагностична ефективність (ДЕ) ДЕ = ІП + ІН/П + Н = ІП + ІН/ІП + ІН + ХП + ХН збалансована точність (ЗТ) ЗТ = ІПР + ХПР/2 міра F1 гармонійне середнє влучності та чутливості F1 = 2 · ПЗ+ · ІПР/ПЗ+ + ІПР = 2 ІП/2 ІП + ХП + ХН коефіцієнт кореляції Меттьюза (ККМ) ККМ = ІП · ІН - ХП · ХН/√(ІП + ХП)(ІП + ХН)(ІН + ХП)(ІН + ХН) індекс Фаулкса — Меттьюза (ФМ) ФМ = √ІП/ІП + ХП · ІП/ІП + ХН = √ПЗ+ · ІПР поінформованість, або букмекерська поінформованість (БП) БП = ІПР + ІНР - 1 маркованість (МК) або Δp МК = ПЗ+ + ПЗ- - 1 Джерела: Fawcett (2006), Powers (2011), Ting (2011), CAWCR, D. Chicco & G. Jurman (2020) (2020), Tharwat (2018), Смоляр та ін. (2013), Коваль та ін. (2016), Швець (2015), Гущин та Сич (2018), Мірошниченко та Івлієва (2019). |

В галузі машинного навчання, й зокрема в задачі статистичної класифікації, ма́триця невідпові́дностей (англ. confusion matrix), також відома як ма́триця помило́к (англ. error matrix), — це таблиця особливого компонування, що дає можливість унаочнювати продуктивність алгоритму, зазвичай керованого навчання (у некерованім навчанні її зазвичай називають ма́трицею допасо́ваності, англ. matching matrix). Кожен з рядків цієї матриці представляє зразки прогнозованого класу, тоді як кожен зі стовпців представляє зразки справжнього класу (або навпаки). Її назва походить від того факту, що вона дає можливість просто бачити, чи допускає система невідповідності між цими двома класами (наприклад, часто помилково маркуючи один як інший).
Вона є особливим видом таблиці спряженості з двома вимірами («справжній» та «прогнозований») та ідентичними наборами «класів» в обох вимірах (кожна з комбінацій виміру та класу є змінною цієї таблиці спряженості).

## Приклад
Нехай задано вибірку з 13 зображень — 8 котів та 5 псів, де коти належать до класу 1, а пси належать до класу 0,
справжній = [1,1,1,1,1,1,1,1,0,0,0,0,0],
припустімо, що ми перевіряємо класифікатор, який розрізняє котів та псів. Для цього ці 13 зображень подамо у класифікатор, і, нехай, класифікатор зробив 8 точних прогнозів, та 5 помилок: для 3 котів було помилково зроблено прогноз, що це пси (перші три прогнози), й для 2 псів було зроблено помилковий прогноз, що це коти (крайні 2 прогнози).
прогнозований = [0,0,0,1,1,1,1,1,0,0,0,1,1]
Маючи ці два мічені набори (справжній та прогнозований), ми можемо створити матрицю невідповідностей, що узагальнюватиме ці результати перевірки класифікатора:
| \| \| \| Справжній клас \| Справжній клас \| \| Кіт \| Пес \| \| \| \| ------------------ \| --- \| -------------- \| -------------- \| \| Прогнозований клас \| Кіт \| 5 \| 2 \| \| Прогнозований клас \| Пес \| 3 \| 3 \| |     |                |   |
| |     | Справжній клас |   |
| Кіт | Пес |                |   |
| Прогнозований клас | Кіт | 5              | 2 |
| Прогнозований клас | Пес | 3              | 3 |

В цій матриці невідповідностей система порахувала, що із 8 зображень котів 3 були псами, а для 2 з 5 зображень псів було зроблено прогноз, що це коти. Всі правильні прогнози розміщено на діагоналі таблиці (виділеній жирним), тож цю таблицю легко візуально перевіряти на помилки прогнозування, оскільки їх представлено значеннями поза цією діагоналлю.
Абстрактно, матриця невідповідностей є такою:
| \| \| \| Справжній клас \| Справжній клас \| \| П \| Н \| \| \| \| ------------------ \| - \| -------------- \| -------------- \| \| Прогнозований клас \| П \| ІП \| ХП \| \| Прогнозований клас \| Н \| ХН \| ІН \| |   |                |    |
| |   | Справжній клас |    |
| П | Н |                |    |
| Прогнозований клас | П | ІП             | ХП |
| Прогнозований клас | Н | ХН             | ІН |

Де:
- П = Позитивний;
- Н = Негативний;
- ІП = Істинно Позитивний;
- ХП = Хибно Позитивний;
- ІН = Істинно Негативний;
- ХН = Хибно Негативний.

В англомовних джерелах можно побачити наступні позначення:
|                            |                         | Прогнозований клас      |                     |
| Загальна кількість = P + N | Predicted Positive (PP) | Predicted Negative (PN) |                     |
| Справжній клас             | Positive (P)            | True positive (TP)      | False negative (FN) |
| Справжній клас             | Negative (N)            | False positive (FP)     | True negative (TN)  |
|                            |                         |                         |                     |

Де:
- P - це кількість реальних позитивних випадків у даних;

- N - кількість реальних негативних випадків у даних;

Тобто, можно трактувати об'єкти P та N - як об'єкти двох різних класів.

## Таблиця невідповідностей
В прогнозній аналітиці, табли́ця невідпові́дностей (англ. table of confusion, іноді також звана ма́трицею невідпові́дностей), — це таблиця з двома рядками та двома стовпцями, що повідомляє число хибно позитивних (англ. false positives), хибно негативних (англ. false negatives), істинно позитивних (англ. true positives) та істинно негативних (англ. true negatives) результатів. Це уможливлює аналіз, докладніший за просту пропорцію правильних класифікацій (точність). Точність видаватиме оманливі результати, якщо набір даних є незбалансованим, тобто коли число спостережень в різних класах сильно різниться. Наприклад, якби в цих даних було 95 котів і лише 5 псів, певний класифікатор міг би класифікувати всі спостереження як котів. Загальна точність становила би 95 %, але, докладніше, класифікатор мав би 100 %-вий рівень розпізнавання (чутливість) для класу котів, але 0 %-вий рівень розпізнавання для класу псів. Міра F1 є ще ненадійнішою в таких випадках, і тут видавала би понад 97,4 %, тоді як поінформованість усуває це упередження, й видає 0 як імовірність поінформованого рішення для будь-якого виду гадання навмання (в даному випадку завжди гадання, що це є коти).
Згідно Давіде Чікко та Джузеппе Журмана, найінформативнішою метрикою для оцінювання матриці невідповідностей є коефіцієнт кореляції Меттьюза (ККМ, англ. Matthews correlation coefficient, MCC).
Виходячи з наведеної вище матриці невідповідностей, відповідною їй таблицею невідповідностей для котів буде
|                    |        | Справжній клас       | Справжній клас       | Справжній клас |
| Кіт                | Не-кіт |                      |                      |                |
| ------------------ | ------ | -------------------- | -------------------- | -------------- |
| Прогнозований клас | Кіт    | 5 істинно позитивних | 2 хибно позитивних   |                |
| Прогнозований клас | Не-кіт | 3 хибно негативних   | 3 істинно негативних |                |

Остаточна таблиця невідповідностей міститиме усереднені значення для всіх класів узятих разом.
Визначмо експеримент з П позитивними випадками та Н негативними випадками для якогось стану. Наведені вище чотири результати може бути сформульовано в матриці невідповідностей 2×2 наступним чином:
|                                                                                              | | Справжній стан | | | | |
|                                                                                              | загальна сукупність                                                                                  | позитивний стан | негативний стан | поширеність = Σ позитивних станів/Σ загальної сукупності                                                                 | точність = Σ істинно позитивних + Σ істинно негативних/Σ загальної сукупності                                 | точність = Σ істинно позитивних + Σ істинно негативних/Σ загальної сукупності                                 |
| Прогнозований стан                                                                           | позитивний прогнозований стан                                                                        | істинно позитивний | хибно позитивний, помилка I роду                                                                                    | прогностична значущість позитивного результату (ПЗ+), влучність = Σ істинно позитивних/Σ позитивних прогнозованих станів | рівень хибного виявляння (РХВ) = Σ хибно позитивних/Σ позитивних прогнозованих станів                         | рівень хибного виявляння (РХВ) = Σ хибно позитивних/Σ позитивних прогнозованих станів                         |
| Прогнозований стан                                                                           | негативний прогнозований стан                                                                        | хибно негативний, помилка II роду                                                                                                 | істинно негативний                                                                                                  | рівень хибного пропускання (РХП) = Σ хибно негативних/Σ негативних прогнозованих станів                                  | прогностична значущість негативного результату (ПЗ-) = Σ істинно негативних/Σ негативних прогнозованих станів | прогностична значущість негативного результату (ПЗ-) = Σ істинно негативних/Σ негативних прогнозованих станів |
|                                                                                              | | істиннопозитивний рівень (ІПР), повнота, чутливість, ймовірність виявлення, потужність = Σ істинно позитивних/Σ позитивних станів | хибнопозитивний рівень (ХПР), побічний продукт, ймовірність хибної тривоги = Σ хибно позитивних/Σ негативних станів | відношення правдоподібності позитивного результату (ВП+) = ІПР/ХПР                                                       | діагностичне відношення шансів (ДВШ) = ВП+/ВП−                                                                | міра F1 = 2 · влучність · повнота/влучність + повнота                                                         |
| хибнонегативний рівень (ХНР), коефіцієнт невлучання = Σ хибно негативних/Σ позитивних станів | специфічність, вибірність, істиннонегативний рівень (ІНР) = Σ істинно негативних/Σ негативних станів | відношення правдоподібності негативного результату (ВП-) = ХНР/ІНР                                                                | | | діагностичне відношення шансів (ДВШ) = ВП+/ВП−                                                                | міра F1 = 2 · влучність · повнота/влучність + повнота                                                         |